# Saviem H

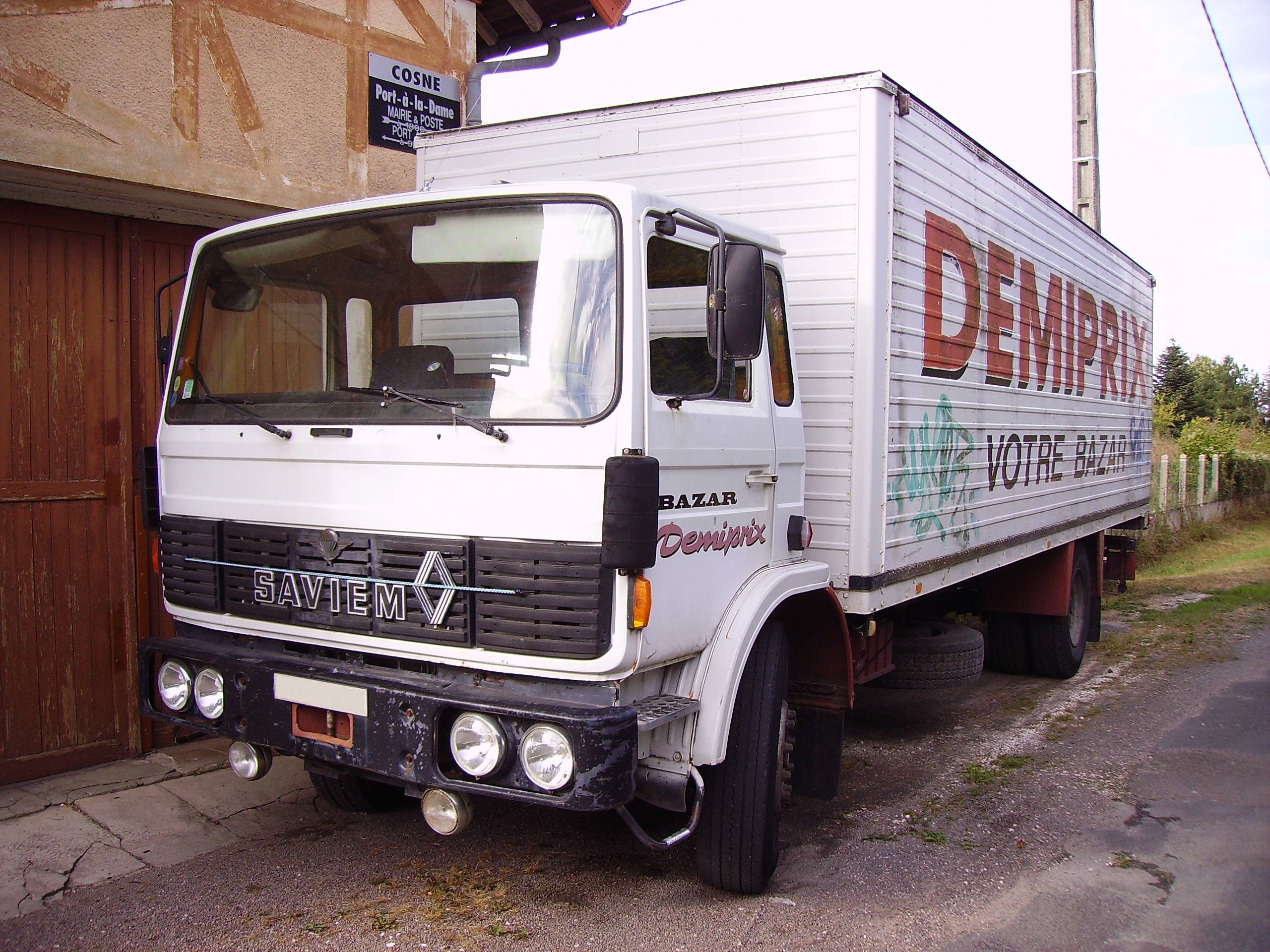

De Saviem H en Saviem J waren series vrachtwagen van de Franse fabrikant Saviem en maakten gebruikt van de "Club van 4"-cabine.
De Saviem H was een serie middelzware vrachtwagen, de Saviem J een serie lichte vrachtwagen.
Saviem kwam o.a. voort uit de vrachtwagenafdeling van Renault en zou vlak na de introductie van deze series Berliet overnemen. Niet lang daarna volgden de Britse Dodge vrachtwagenfabrieken, Barreiros, Commer en Karrier, waarop Renault Véhicules Industriels (tegenwoordig Renault Trucks) werd opgericht. Hier door verdween de merknaam Saviem en werd de H-reeks de Renault G en de J-reeks tot Renault J, die beide tot Renault Midliner zouden worden versmolten.